# Lobelia brigittalis
Lobelia brigittalis là loài thực vật có hoa trong họ Hoa chuông. Loài này được E.H L.Krause mô tả khoa học đầu tiên năm 1914.